# تپه شوق قار
تپه شوق قار مربوط به هزاره ۵ قبل از میلاد - سدهٔ ۸–۶ ه.ق است و در شهرستان نقده، بخش محمدیار، دهستان حسنلو، روستای شون قار واقع شده و این اثر در تاریخ ۷ خرداد ۱۳۸۷ با شمارهٔ ثبت ۲۲۸۷۳ به‌عنوان یکی از آثار ملی ایران به ثبت رسیده است.